# Bis zum letzten Moment
Bis zum letzten Moment ist ein deutscher Dokumentarfilm aus dem Jahr 2008 von Sebastian Stoppe (La Marée Filmproduktion) über die Probenarbeit und das abschließende Sinfoniekonzert des Leipziger Universitätsorchesters.

## Handlung
An der Universität Leipzig beginnt das Sommersemester und damit für die Mitglieder des Leipziger Universitätsorchesters auch ihre wöchentlichen Proben. Das Programm für das diessemestrige Sinfoniekonzert, das immer im Gewandhaus zu Leipzig stattfindet, haben die Hobbymusiker bereits vorher ausgewählt: Der Zauberlehrling von Paul Dukas, Jean Sibelius’ Violinkonzert und die Scheherazade-Suite von Nikolai Rimski-Korsakow.
Jede Woche proben die Studenten nun für jeweils drei Stunden. Der Film beschreibt die Probenarbeit in dieser Zeit und den Fortschritt, den die jungen Musiker machen. Die Einblicke in die Proben werden immer wieder unterbrochen von Interviews mit Orchestermitgliedern, die in ihren eigenen Worten schildern, warum das Orchester gegründet wurde und was es bedeutet, Musik als leidenschaftliches Hobby zu betreiben. Der Dirigent Juri Lebedev erzählt von seinen persönlichen Ansichten über die Musik, das Dirigieren und über die Arbeit mit Laienmusikern.
Höhepunkte des Films sind das Probenwochenende, welches kurz vor dem Konzert in Schneeberg im Erzgebirge stattfand, und der Konzertabend selber. 

## Musik
Obwohl alle drei Werke im Film vom Orchester gespielt werden, tritt die Scheherazade von Nikolai Rimski-Korsakow stärker hervor und fungiert gleichzeitig als Filmmusik.

## Rezeption
Der Film wurde am 23. Mai 2008 im Leipziger Passage-Kino uraufgeführt. Er ist eine Produktion der Leipziger Produktionsfirma La Marée Filmproduktion.
Am 24. Mai 2009 ist der Film auch auf DVD erschienen.